# 比尤拉 (喬治亞州)
比尤拉（英語：Beulah）是位於美國喬治亞州道格拉斯縣的一個非建制地區。該地的面積和人口皆未知。

## 地理
比尤拉的座標為33°46′15″N 84°42′55″W / 33.77083°N 84.71528°W，而該地的平均海拔高度為387米（即1270英尺）。